# Big Bazar
Big Bazar is een keten van discountwinkels die in 2007 werd opgericht door het detail- en groothandelsconcern Blokker Holding om de concurrentie aan te gaan met de Action-formule. In 2013 telde het bedrijf meer dan 100 winkels in Nederland en België. Het assortiment bestaat uit artikelen voor huishoudelijke en persoonlijke verzorging en snoepgoed, waaronder A-merken, tegen lage prijzen.
In 2019 werd aangekondigd dat 50 nieuwe filialen zullen worden geopend in vestigingen van de failliete drogisterijketen Op=op Voordeelshop. In oktober 2021 is de keten door Blokker verkocht aan BB Retail van de Friese zakenman Jerke (Heerke) Kooistra.
Doordat het bedrijf in 2023 in financiële problemen kwam kondigde het aan de Belgische tak te willen verkopen. Zover kwam het uiteindelijk niet toen op 26 september 2023 het faillissement van de Nederlandse vennootschap werd uitgesproken. Alle Nederlandse winkels sloten de deuren. De Belgische winkels bleven gespaard van het faillissement.
Het Openbaar Ministerie eist een jaar cel tegen de laatste eigenaar vanwege het niet meewerken met de Belastingdienst. Op 24 januari 2025 oordeelde de rechtbank conform.